# Julia Sweeney
Julia Anne Sweeney (Spokane, 10 ottobre 1959) è un'attrice statunitense.
È nota per i ruoli in Saturday Night Live, specialmente quello dell'androgina Pat di SNL, ma anche per il suo eclatante monologo del 1996, God Said, Ha!, nel quale trattava del fatto di essere sopravvissuta ad un tumore. Nel 1998 realizzò un film su questo suo monologo. Dal 2000 ha iniziato a lavorare in Sex and the City e Desperate Housewives, mentre è comparsa come guest-star in molte serie televisive. Sempre dal 2000 ha scritto, diretto e interpretato due monologhi, In the Family Way e Letting Go of God, una sorta di spiegazione della sua improvvisa conversione all'ateismo.

## Biografia
Figlia di Robert M. Sweeney (guest-star nel suo film It's Pat nel ruolo di un prete) e Geri Sweeney. Era più grande dei suoi cinque fratelli, cresciuti a Spokane, nello stato di Washington; presto i genitori trovarono in lei un talento: la ragazza era capace di imitare alla perfezione voci e personaggi televisivi. Nonostante le apparizioni nelle recite scolastiche la coprissero di successo, la ragazza decise di mettere la recitazione da parte per studiare economia all'università di Washington.
Dopo la laurea, la Sweeney si trasferì a Los Angeles per lavorare come contabile alla Columbia Pictures. Il lavoro non rese bene, e sul radio show This American Life, descrisse solo in seguito che lavorò persino come assistente barista e che si appropriò indebitamente di migliaia di dollari del suo datore di lavoro, la maggior parte ricavati vendendo drink preparati al bar in privato e dal rubare i soldi che i clienti pagavano per le bevande. Mentre era a Los Angeles, decise di firmare un contratto con la troupe teatrale dei "Groundlings". Bastò solo uno spettacolo al loro fianco per farle capire che la recitazione era la sua vera vocazione. Continuando gli spettacoli, la Sweeney continuò a sviluppare i suoi personaggi come "Mea", colei che ispirò la commedia Mea's Big Apology, che vinse il premio per la "miglior sceneggiatura" dalla rivista 'L.A. Weekly' nel 1988, e "Pat", una misantropa. Durante una performance con i Groundlings, venne notata dal produttore Lorne Michaels del Saturday Night Live, che la ingaggiò per quattro stagioni.
La Sweeney riuscì a creare uno dei personaggi più popolari dell'SNL, Pat, che fu protagonista di uno spin-off della serie diretto dalla Sweeney stessa, It's Pat. Dopo aver lasciato il Saturday Night Live, l'attrice si trasferì di nuovo a Los Angeles. Il film si rivelò un 'flop', ma è piuttosto apprezzato tra i fan dello show.
Dopo un paio di mesi di tempo trascorso a Los Angeles, al fratello della Sweeney venne diagnosticato un tumore; poco dopo toccò anche all'attrice. Le sue esperienze la portarono a scrivere e interpretare il famoso monologo di God Said, Ha!, recitato durante il periodo dello spettacolo 'alternativo' "Un-Cabaret". La Miramax Films realizzò una versione dello spettacolo in film nel 1998, prodotto da Quentin Tarantino. La versione cinematografica si guadagnò il Golden Space Needle Award, mentre le vendite della Sweeney gli fecero guadagnare una nomination al Grammy. Il film uscì in DVD nel 2003.

## Filmografia parziale

### Attrice

#### Cinema
- Gremlins 2 - La nuova stirpe (Gremlins 2: The New Batch), regia di Joe Dante (1990)
- Tesoro, mi si è allargato il ragazzino (Honey I Blew Up the Kid), regia di Randal Kleiser (1992)
- Pulp Fiction, regia di Quentin Tarantino (1994)
- Stuart Little - Un topolino in gamba (Stuart Little), regia di Rob Minkoff (1999)
- Beethoven 3 (Beethoven's 3rd), regia di David Mickey Evans (2000)
- Beethoven 4 (Beethoven's 4th), regia di David Mickey Evans (2001)
- Clockstoppers, regia di Jonathan Frakes (2002)

#### Televisione
- Saturday Night Live – serie TV, 80 episodi (1990-1994)
- La vita secondo Jim (According to Jim) – serie TV, 1 episodio (2002)
- Sex and the City – serie TV, episodio 6x15 (2004)
- Work in Progress – serie TV (2019-in corso)
- American Gods - serie TV, 7 episodi (2021)
- Non sono ancora morta (Not Dead Yet) – serie TV, episodio 1x06 (2023)

### Doppiatrice
- Monsters University, regia di Dan Scanlon (2013)

## Doppiatrici italiane
Nelle versioni in italiano delle opere in cui ha recitato, Julia Sweeney è stata doppiata da:
- Isabella Pasanisi in Stuart Little - Un topolino in gamba, Beethoven 3, Beethoven 4, American Gods
- Lorenza Biella in Monsters University
- Barbara Castracane in Clockstoppers
- Mirta Pepe in Work in Progress
- Cristina Noci in Non sono ancora morta